# Barbara Rosenblat

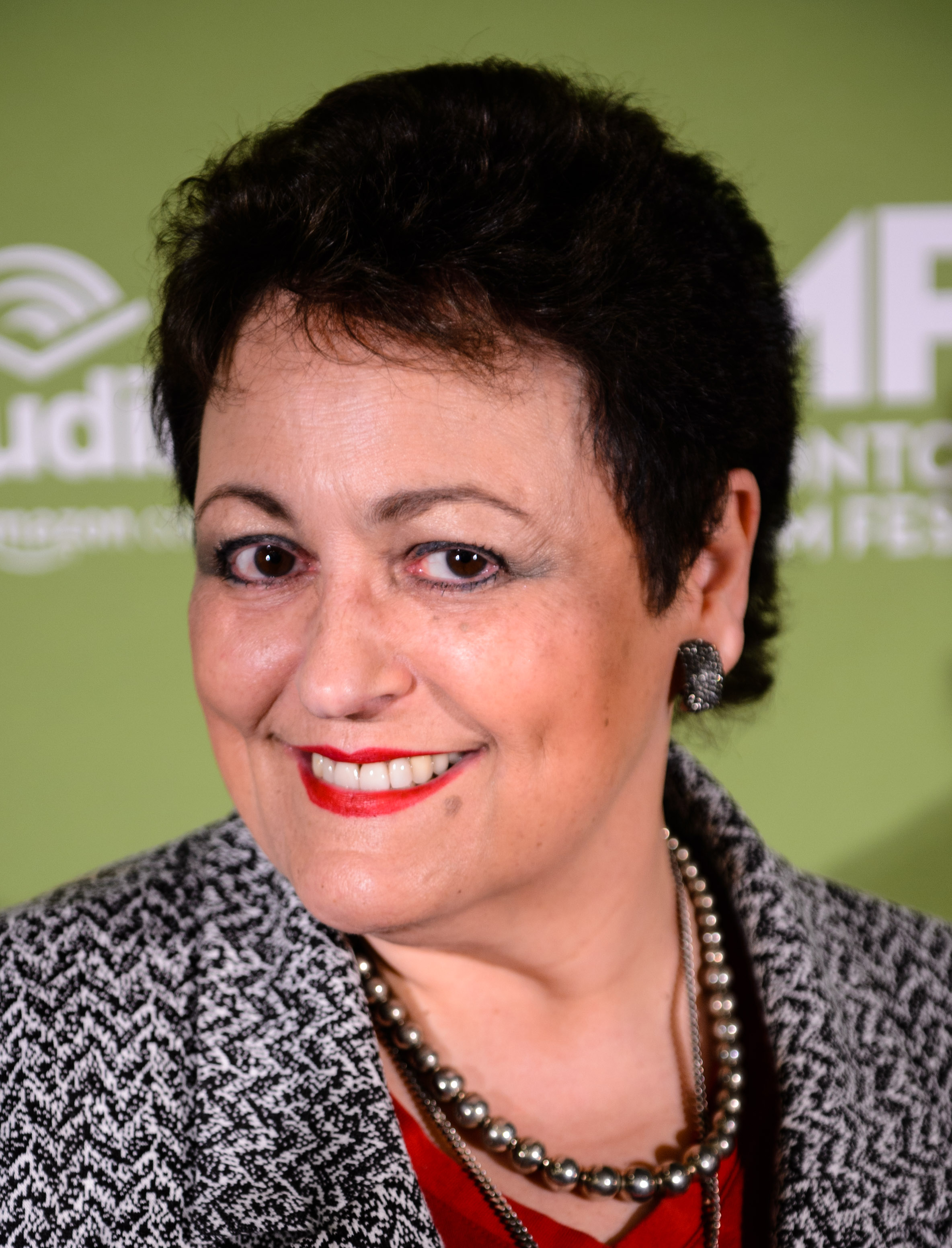
Barbara Rosenblat beim Montclair Film Festival 2015

Barbara Rosenblat (* 17. Juli 1950 in London) ist eine britisch-amerikanische Schauspielerin und Sprecherin. Neben ihren Film- und Bühnenrollen ist sie vor allem für ihre vielseitige Stimme und ihre zahlreichen Hörbuchaufnahmen bekannt.

## Lebenslauf
Barbara Rosenblat wurde 1950 als Kind von Holocaust-Überlebenden in London geboren, schon kurz nach der Geburt zog die Familie aber nach New York um, wo sie aufwuchs. Schon in der Grundschule erwachte ihr Interesse für das Schauspiel und das Vorlesen. In ihrer Zeit am City College gehörte sie einer Musical-Gruppe an und moderierte im Collegeradio eine Sendung namens Front Row Center zu Theateraufführungen in der Stadt. Im Nordosten der USA hatte sie ihre ersten Auftritte mit einer Theatergruppe in Bühnenstücken und Musicals wie Anatevka.
In den 1970ern kehrte sie in ihre Geburtsstadt zurück und begann im Londoner West End als Theater- und Musicaldarstellerin. Sie spielte in Stücken wie Torch Song Trilogy (Das Kuckucksei), Godspell und Bar Mitzvah Boy. Kleinere Auftritte hatte sie auch im Fernsehen, zum Beispiel in einer Folge der Carry-On-Filmreihe oder in Der kleine Horrorladen. Nach 14 Jahren kehrte sie in die USA zurück und spielte am Broadway unter anderem als Mrs. Medlock in der mit einem Tony Award ausgezeichneten Produktion The Secret Garden, in Talk Radio von Eric Bogosian und The Rose Tattoo von Tennessee Williams.
Rosenblat entwickelte ein großes Talent für Sprache und Dialekte und war auch als Dialekttrainerin für Theaterproduktionen tätig. Ihre zweite Karriere begann mit dem Projekt Talking Books for the Blind („Sprechende Bücher für Blinde“) der Library of Congress, für das sie Hörbücher aufnahm. Sie wurde zu einer der gefragtesten Hörbuchsprecherinnen und nahm über die Jahre über 600 Audiobücher auf. Unter anderem war sie Sprecherin der Amelia-Peabody-Reihe von Elizabeth Peters, für die sie 10 Earphones Awards des Branchenmagazins AudioFile gewann. Unter anderem sprach sie Serien von Nevada Barr, Lisa Scottoline, Diane Mott Davidson und Linda Fairstein sowie einzelne Bücher von Ken Follett, Helen Fielding (Bridget Jones), Amistead Maupin (Stadtgeschichten) Kathy Reichs, Ruth Rendell, Sue Townsend und A. A. Milne (Winnie the Pooh) ein. Hauptsächlich las sie Kriminalromane und Kinder- und Jugendliteratur. Für ihr Schaffen wurde sie vielfach ausgezeichnet, neben über 50 Auszeichnungen von AudioFile und 8 Audie Awards der Audio Publishers Association sowie der Odyssey Medal 2010 der American Library Association für einzelne Werke wurde sie in die Golden Voices von AudioFile und in die Audible Hall of Fame aufgenommen.
In den 1990ern und 2000ern trat ihre Schauspieltätigkeit für Film und Fernsehen in den Hintergrund, sie lieh ihre Stimme aber Figuren in Animationsfilmen und sprach für Videospiele wie Grand Theft Auto. Mitte der 2010er Jahre war sie aber wieder öfter selbst zu sehen, unter anderem in den Serien Gotham und Orange Is the New Black. Dort spielte sie in den ersten beiden Staffeln die krebskranke Gefängnisinsassin Miss Rosa Cisneros. Als Teil der Besetzung wurde sie 2015 mit einem Screen Actors Guild Award ausgezeichnet. Auf der Bühne spielte sie in biographischen Dramatisierungen die Schriftstellerin Gertrude Stein oder die israelische Premierministerin Golda Meir.
Die jüdische Geschichte und insbesondere der Holocaust sind ein wiederkehrendes Thema auf der Bühne, vor allem aber auch bei der Auswahl ihrer Sachhörbücher. Sie engagiert sich aber auch in der Förderung der Erzählkunst, sie unterrichtet und hält Workshops und hat ein Buch zum Thema mit dem Titel Audiobook Narrator: The Art of Recording Audio Books veröffentlicht. Darüber hinaus unterstützt sie das Ali Forney Center, das sich um von Obdachlosigkeit bedrohte LGBTQ-Jugendliche kümmert.

## Filmografie
- 2013–2015: Orange Is the New Black (Fernsehserie, 14 Folgen)
- 2023: Der Junge und der Reiher (Kimitachi wa dô ikiru ka, Stimme)
- 2025: Lemonade Blessing

## Auszeichnungen
Theater/Fernsehen:
- Screen Actors Guild Award Bestes Schauspielensemble in einer Comedyserie 2015 als Teil der Besetzung von Orange Is the New Black

Hörbücher:
- Golden Voice des AudioFile Magazines
- Mitglied der Audible Hall of Fame

Eine Auswahl von Auszeichnungen für von Barbara Rosenblat gelesene Hörbücher:
- Odyssey Award (American Library Association)
  - 2010: Louise, the Adventures of a Chicken von Kate DiCamillo
- Audie Awards (Audio Publishers Association)[8]
  - 2000 – Solo Narration, Female: Bridget Jones’ Diary von Helen Fielding
  - 2003 – Fiction, Abridged: Jackdaws von Ken Follett[9]
  - 2003 – Solo Narration, Female: Bronx Primitive: Portraits in a Childhood von Kate Simon[9]
  - 2004 – Biography/Memoir: The Nazi Officer’s Wife von Edith Hahn Beer
  - 2004 – Solo Narration, Female: The Nazi Officer’s Wife von Edith Hahn Beer
  - 2006 – Mystery (Fiction): The Serpent on the Crown von Elizabeth Peters
  - 2010 – Biography/Memoir: Anne Frank Remembered von Miep Gies[10]
  - 2010 – Children’s Titles for Ages up to 8: Louise, the Adventures of a Chicken von Kate DiCamillo[10]
- Earphones Award (AudioFile Magazine, Auswahl)[11]
  - The Painted Queen; A River in the Sky; The Laughter of Dead Kings; The Last Camel Died at Noon; Tomb of the Golden Bird; The Serpent on the Crown; Guardian of the Horizon; Lord of the Silent; The Falcon at the Portal; Seeing a Large Cat; The Deeds of the Disturber; Be Buried in the Rain (als Barbara Michaels) von Elizabeth Peters (Mystery & Suspense)
  - 206 Bones; Bare Bones von Kathy Reichs (Mystery & Suspense)
  - Murder Through the English Post; Murder Comes to Call; Murder Cuts the Mustard von Jessica Ellicott (Mystery & Suspense)
  - Death Angel; Hell Gate; Lethal Legacy; The Bone Vault von Linda Fairstein (Mystery & Suspense/Fiction)
  - Harold and Maude von Colin Higgins (Classics)
  - Bridget Jones – The Edge of Reason von Helen Fielding (Fiction)
  - The Canterbury Tales von Geoffrey Chaucer (mit weiteren Erzählern; Fiction)
  - Further Tales of the City von Armistead Maupin (Fiction)
  - The Prodigal Daughter von Jeffrey Archer (Fiction)
  - The Queen and I von Sue Townsend (Fiction)
  - Winnie-the-Pooh von A. A. Milne (Children)
  - Changing My Mind – Occasional Essay von Zadie Smith (Contemporary Culture)
  - Anne Frank Remembered von Miep Gies (Biography & Memoir)
  - The Nazi Officer’s Wife von Edith Hahn Beer (Biography & Memoir)
  - Let Me Go von Helga Schneider (Biography & Memoir)

insgesamt wurde sie 64 Mal ausgezeichnet